# 森貴俊
森 貴俊（もり たかとし　1976年4月13日 - ）は、東海ラジオ放送のアナウンサー、元競泳選手。

## 来歴・人物
愛知県一宮市（旧尾西市）出身。名古屋学院中学校・高等学校、青山学院大学経営学部を卒業。2000年4月入社。入社当時、競泳50mバタフライ日本記録保持者であった。
主に「東海ラジオ ガッツナイター」「東海ラジオ ワイルドサッカー」などのスポーツ中継を担当。当初はバラエティー番組への出演は少なかったが、2005年5月21日に「流石の源石」第6部でホストクラブからの放送に出演し、それ以降もBB版を含めて不定期に出演。2008年秋の番組改編からシーズンオフ番組の「2COOL!」の月曜日担当として、本格的にバラエティー番組にも出演するようになった。
2014年12月に、かつての同僚（東海ラジオの元・常勤契約アナウンサー）だった山口由里と結婚。2021年1月25日に、第1子（長男）を授かった。なお、出産の公表に際しては、結婚してから長年にわたって夫婦で不妊治療に臨んできたことを初めて明かしている。
2016年の時点で、東海ラジオのスポーツ実況担当アナウンサーとしては一番キャリアが短かった。東海ラジオ所属の男性アナウンサーとしても、2013年に井田勝也が入社するまでは一番キャリアが短かった。
幼少の頃からのドラゴンズファンである。

## 現在の出演番組
- NEWS（中日新聞ニュース）
- 東海ラジオ ガッツナイター

名古屋グランパスのホームゲームがある日は原則として担当しないが、2013年8月10日の中日対阪神戦のように、下記のワイルドサッカーの録音実況と掛け持ちした事もある。
2020年からは、中日戦を『テレビ愛知　10チャンベースボール』と同時に中継する場合に、両番組のベンチリポーターを兼務することがある（テレビ愛知の中継には「ドラゴンズステーション　東海ラジオアナウンサー」名義で出演）。
- 東海ラジオ ワイルドサッカー

完全実況生中継は年に数回程度だが、ホーム戦に限り、録音実況も担当。
- ※GOGO!ヴィッセル神戸（ラジオ関西）

神戸と対戦する直前に『マッチプレビュー』のコーナーに不定期ではあるが電話出演。

## 過去の出演番組
- モーニングテラス

かにタク言ったもん勝ちが9時スタートとなる前の独立番組枠内で放送されていたもの。但しタイムテーブルに表記はされていたが、実際の放送では番組名を名乗らず、放送された。
- ドラヂカラ!!（月・火曜、2016年3月 - 2019年3月）
- No idea!?〜モリかイダ〜（水曜、26時30分 - ）
- グランパスR （シーズン中は独立番組、シーズンオフ中はSports Dial内コーナー。 - 2008年3月）
- Sports Dial （シーズンオフ限定番組。2004年 - 2007年）
- 2COOL!・月曜日（2008年）
- 週刊!サカラジ（グランパスRに代わる新しいサッカー情報番組。2008年3月 - 2013年12月）
- チア・スポ〜Cheer Sport（2011年10月 - 2014年3月）
- 大澤広樹（→森貴俊）のドラゴンズステーション

『大澤広樹のドラゴンズステーション』（先輩のスポーツアナウンサー・大澤広樹がメインパーソナリティとプロデューサーを兼務していた）時代の2019年12月に、同年4月の番組開始から大澤が担当してきた金曜放送分のメインパーソナリティへ就任。2020年1月1日から自身の冠番組『森貴俊のドラゴンズステーション』として再スタートを切ったことを機に、同年3月27日まで、月 - 木曜放送分のメインパーソナリティとプロデューサーも務めた。

## CM
過去に出演していたものも含む。
- カネロク建設（当時同僚の青山紀子とともに出演）
- 宝くじのマスミ（マスミがtotoを販売している事から、それをPRするCM）
- シミズオクト
- 平松剛法律事務所（演出の都合上、普段番組内で話さない名古屋弁で読んでいる。ただし本人は番組内で尾張弁を使うことがある）
- 名古屋市信用保証協会
- のんほいパーク（豊橋総合動植物公園） ※不定期

など

## エピソード
- 東海ラジオアナウンサー兼ディレクターの山崎聡子（1976年9月27日生まれ）は森と同い年であるが、山崎は1999年入社で1年先輩にあたる。
- スポーツ中継では、年齢が近い大澤広樹とは逆で、主にサッカー中継を担当し、競馬中継は担当しない[注 3]。
- ローカル放送内で局名を言う時は「AM1332 東海ラジオ」と言うことが多い。また「ガッツナイター」のエンディングの最後で「おやすみなさい」と言うことが多い。サッカー中継でボールのパスがつながらない時や野球中継でバッターが凡打した場合に「だめ」もしくは「これはだめ」という表現をよく使う。
- 2007年にホームページのプロフィールが更新されるまで、2002年1月頃に撮影したグランパスの楢﨑正剛と撮ったツーショット写真が掲載されていた（現在は顔写真が掲載されていた部分に、上半身・スーツ姿の写真が掲載されているのみ）。
- 過去に競泳選手として活動していたが、2016年には、トライアスロンへの挑戦を決意している。
  - 自身が出演する「井上一樹のドラヂカラ」内でも”森貴俊のトライアスロンにトライ!”なる企画が組まれた。
  - その後、同年9月11日に愛知県田原市で行われた「2016 トライアスロン伊良湖大会」に参加。「3時間以内」の完走を目指していたが、3時間00分54秒でほぼ目標の時間で完走している[3]。なお、応援に駆け付けた妻の山口由里とともにゴールしている[4]。
  - トライアスロン挑戦の模様は、当日生放送された「源石和輝 音楽博覧会」内で随時レポートとして中継された[5]。